# Клобучар, Славко
Векослав Клобучар (сербохорв. Vjekoslav Klobučar / Вјекослав Клобучар; 8 ноября 1919, Делнице — 18 июля 1942, Петровине) — югославский партизан, участник Народно-освободительной войны, Народный герой Югославии.

## Биография
Родился 8 ноября 1919 в Делнице. Хорват. В молодости работал на железной дороге, после службы в армии проживал в Карловаце. Член КПЮ с 1940 года. На фронте с 1941 года, известен под псевдонимом «Чёрт».
После прихода к власти в Хорватии усташей Славко вступил в одну из ударных групп Карловаца и стал диверсантом. Он участвовал в диверсиях в окрестностях Карловаца с июня по август 1941 года. После того, как в августе партизанское подполье было раскрыто, в окрестностях началась облава, и Клобучар отступил по приказу партии в Делнице, где был зачислен в Горанский партизанский отряд. С декабря 1941 года офицер разведки 3-го батальона 2-го Кордунского отряда, с февраля 1942 года — командир батальона.
В ночь с 16 на 17 июля 1942 Славко перевёл группу из 140 бойцов в Жумберак и возглавил Жумберакский партизанский отряд. На обратном пути 18 июля 1942 ввязался в бой с усташами и погиб.
До конца войны его имя носил 3-й батальон 2-й Кордунской бригады 8-й кордунской ударной дивизии. 20 декабря 1951 Славко Клобучар посмертно награждён орденом и званием Народного героя Югославии. В Делнице установлен его бюст в Аллее народных героев.